# Леонтьев, Иван Петрович
Иван Петрович Леонтьев (ок. 1710 — 28 января (8 февраля) 1783) — генерал-поручик и ярославский губернский предводитель дворянства из рода Леонтьевых.

## Биография
Единственный сын стольника Петра Борисовича Леонтьева, который происходил от боярина Гавриила Леонтьевича Леонтьева (ум. 1654), разбогатевшего на службе у патриарха Филарета. Мать — Екатерина Григорьевна.
Родился около 1710 года. В службе с 1726 года. Во время Семилетней войны отличился и был удостоен в 1759 г. чина генерал-майора. Находился в Брянске и Почепе при состоящих там полках, потом был переведён в Санкт-Петербург в качестве члена Военной коллегии. С 1763 года генерал-поручик. В 1767 г. «главный командир» Новороссийской губернии с центром в Кременчуге. 
Выйдя в 1767 году в отставку, поселился с семьёй в родовом имении Воронино Ростовского уезда, которое принадлежало ещё его предку — боярину Гавриле Леонтьеву. Там же и умер 28 января (8 февраля) 1783 года и был похоронен.
При И. П. Леонтьеве усадьба Воронино включала в себя «господский дом, служебные и хозяйственные строения, оранжереи, сад и две церкви». В 1760—1768 гг. иждивением Ивана Петровича в селе была построена каменная церковь Толгской Богоматери.
Генерал Леонтьев пользовался таким уважением местного дворянства, что в 1778 году был избран местными помещиками первым в истории ярославским губернским предводителем. Эту должность он исправлял в течение одного двухлетия.

## Семья
Первым браком был женат на дочери князя Н. Ф. Волконского. Вторая жена Александра Ивановна, дочь капитана гвардии И. П. Толстого, унаследовала поместья в Тарусском уезде. Она пережила мужа на 4 года, похоронена в с. Воронино рядом с мужем. У супругов было 2 дочери и сыновья Алексей, Фёдор, Борис, Сергей, Михаил:
- Сергей (1733—?), статский советник; отец генерал-майора И. С. Леонтьева, чьи потомки унаследовали имение в с. Воронино.
- Александра (1734—?)
- Борис (1748—после 1803), коллежский советник, калужский уездный предводитель дворянства, дед мыслителя К. Н. Леонтьева.
  - Сергей Борисович, участник походов против Наполеона, вышел в отставку в 1816 в чине полковника, жил в имении Корытня Тарусского уезда с женой Марией Петровной, сестрой декабриста Е. П. Оболенского.
- Михаил (1755—1833), с 15 лет записан в Преображенский полк, в 1787 г. вышел в отставку с чином бригадира.